# Кралски грохот (2015)
„Кралски Грохот (2015)“ (на английски: Royal Rumble (2015)) е турнир на Световната федерация по кеч.
Турнирът е pay-per-view и ще се провежда на 25 януари 2015 г. на „Wells Fargo Center“.

## Фон
Кралски Грохот (2015) ще включва професионални кеч мачове, включващи различни кечисти от предварително съществуващи сценарист вражди, и сюжетни линии, които играят върху първични телевизионни програми на RAW и SmackDown. Кечистите ще представят герои или злодеи, тъй като те следват поредица от събития, които изграждат напрежение, и завършва с мач по борба или серия от мачове.
На Лятно тръшване, Брок Леснар победи Джон Сина да спечели Световна титла в тежка категория на Федрацията. Сина получил реванш на Нощта на шампионите 2014 срещу Леснар, но спечли чрез дисфалификация защото Сет Ролинс се намеси в мача; като титлата не може да смени носителя си чрез дискфалификация, Леснар запазва титлата. На Ад в клетка, Сина победи Ренди Ортън да стане #1 претедент за Световната титла в тежка категория на Федерацията. На ММС: Маси, Стълби и Столове, Сина побеждава Ролинс в мач с Маси, за да запази своето място #1 претедент за титлата. По-късно, в случай, той обяви че ще се изправи срещу Леснар за титлата на Кралски грохот. На 5 януари 2015 в епизод на Първична сила, Ролинс което добавя към мача, като награда да върне Началниците обратно на власт, след увещаване Сина от предишния епизод, който направи мача тройна заплаха. На 19 януари издание на Първична сила, Трите Хикса принуди Сина да се бие в мач 3 – 1, хендикап да осигури не само своето място в мача Тройна Заплаха, че ако спечели, Ерик Роуън, Долф Зиглър и Райбак ще се върнат на работа. По-късно вечерта излезе на ринга и атакува Ролинс, Грамадата и Кейн, с ЕФ-5 на Грамадата и Кейн, като отмъщение за Бордюра от Рилинс По време на договора за подписване за мача за шампионата една седмица по-рано.
На 29 декември епизод на Първична сила, Братя Усо победиха Миз и Деймиън Миздоу да спечелят Световните отборни титли на Федерацията. На 15 януари епизод на Разбиване, е обявено за Братя Усо те ще защитават титлите срещу Миз и Миздоу на Кралски грохот.

## Резултати
| #                                                                                       | Мач | Правила                                                                                          | Време |
| --------------------------------------------------------------------------------------- | --- | ------------------------------------------------------------------------------------------------ | ----- |
| 1P                                                                                      | Тайсън Кид и Сезаро (с Наталия и Адам Роуз) победиха Нов Ден (Големия И и Кофи Кингстън) (с Хавиер Уудс) | Отборен мач                                                                                      | 11:03 |
| 2                                                                                       | Възнесението (Конор и Виктор) победиха Ню Ейдж Разбойниците (Род Дог и Били Гън)\                        | Отборен мач                                                                                      | 05:25 |
| 3                                                                                       | Братята Усо (Джими Усо и Джей Усо) (ш) победиха Миз и Деймиън Миздоу                                     | Отборен мач за Отборните титли на Федерацията                                                    | 09:20 |
| 4                                                                                       | Близначките Бела (Бри Бела и Ники Бела) победиха Пейдж и Наталия                                         | Отборен мач                                                                                      | 08:04 |
| 5                                                                                       | Брок Леснар (ш) (с Пол Хеймън) победи Джон Сина и Сет Ролинс (с Джейми Нобъл и Джое Меркъри)             | Тройна заплаха мач за Световната титла в тежка категория на Федерацията                          | 22:44 |
| 6                                                                                       | Роман Рейнс победи последно елиминирайки Русев                                                           | 30-мъже Кралско меле мач за Световната титла в тежка категория на Федерацията мач на КечМания 31 | 59:33 |
| - (ш) – указва шампиона/шампионите в мача - P – показва, че мача е преди шоуто/Pre Show | |                                                                                                  |       |

### Кралско меле мач входове и елиминации
Нов участник излиза приблизитлно всеки 90 секунди.
| Номер | Участник            | Ред | Елиминиран от           | Време | Елиминация |
| ----- | ------------------- | --- | ----------------------- | ----- | ---------- |
| 1     | Миз                 | 1   | Дъдли                   | 04:01 | 0          |
| 2     | Ар Труф             | 2   | Дъдли                   | 04:13 | 0          |
| 3     | Буба Рей Дъдли      | 3   | Уайът                   | 05:22 | 2          |
| 4     | Люк Харпър          | 4   | Уайът                   | 03:42 | 0          |
| 5     | Брей Уайът          | 24  | Грамадата и Кейн        | 46:58 | 6          |
| 6     | Къртис Аксел        | –   | Не може да се конкурира | 00:00 | 0          |
| 7     | Турбалан            | 5   | Уайът                   | 01:43 | 0          |
| 8     | Син Кара            | 6   | Уайът                   | 00:50 | 0          |
| 9     | Зак Райдър          | 7   | Уайът                   | 00:47 | 0          |
| 10    | Даниъл Брайън       | 11  | Уайът                   | 10:36 | 1          |
| 11    | Фанданго            | 10  | Русев                   | 07:50 | 0          |
| 12    | Тайсън Кид          | 8   | Брайън                  | 02:41 | 0          |
| 13    | Звезден прах        | 15  | Рейнс                   | 12:49 | 0          |
| 14    | Диамант Далас       | 9   | Русев                   | 02:47 | 0          |
| 15    | Русев               | 28  | Рейнс                   | 35:40 | 6          |
| 16    | Златен прах         | 14  | Рейнс                   | 06:35 | 0          |
| 17    | Кофи Кингстън       | 13  | Русев                   | 03:04 | 0          |
| 18    | Адам Роуз           | 12  | Русев                   | 01:01 | 0          |
| 19    | Роман Рейнс         | –   | Победител               | 27:29 | 6          |
| 20    | Големия И           | 18  | Русев                   | 15:04 | 0          |
| 21    | Деймиън Миздоу      | 16  | Русев                   | 01:07 | 0          |
| 22    | Джак Фукльото       | 20  | Грамадата               | 13:06 | 0          |
| 23    | Райбак              | 19  | Грамадата и Кейн        | 11:15 | 0          |
| 24    | Кейн                | 26  | Рейнс                   | 17:13 | 4          |
| 25    | Дийн Амброус        | 25  | Грамадата и Кейн        | 10:40 | 1          |
| 26    | Тайтъс О'Нийл       | 17  | Амброус и Рейнс         | 00:04 | 0          |
| 27    | Лошата новина Барет | 21  | Зиглър                  | 06:10 | 0          |
| 28    | Сезаро              | 22  | Зиглър                  | 05:16 | 0          |
| 29    | Грамадата           | 27  | Рейнс                   | 08:39 | 5          |
| 30    | Долф Зиглър         | 23  | Грамадата и Кейн        | 02:29 | 2          |

↑ Къртис Аксел беше нападнат в гръб от Ерик Роуън, преди да влезе на ринга. Тъй като той никога не влезе на ринга, това, което Аксел-обявено е че е недопуснат за участие.